# Levisticum officinale
El apio de monte o levístico (Levisticum officinale) es una planta de la familia de las apiáceas. Probablemente originaria del Asia central, es utilizada como especia para condimentar platos, sobre todo en el sur y centro de Europa. 

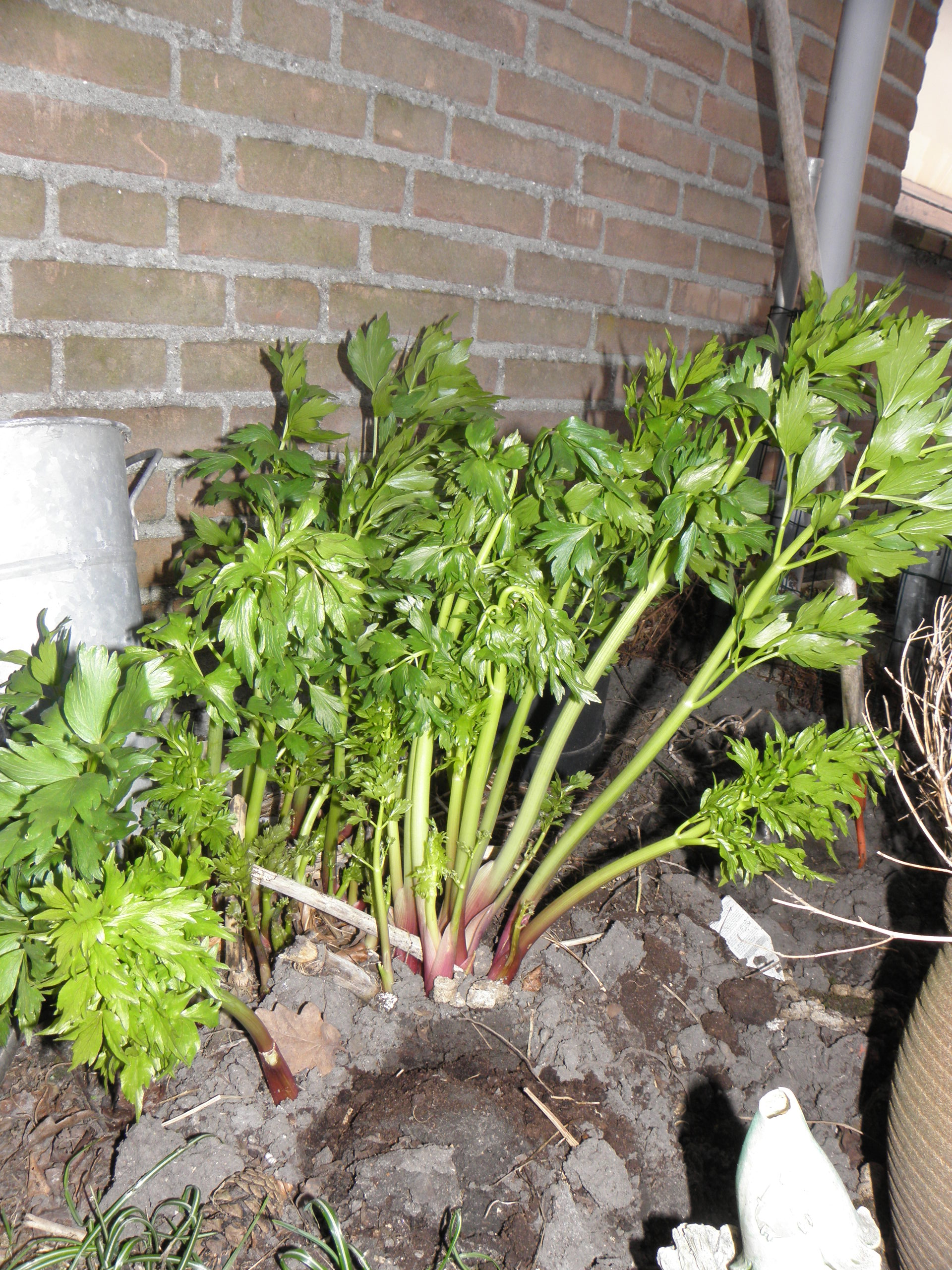
Vista de la planta

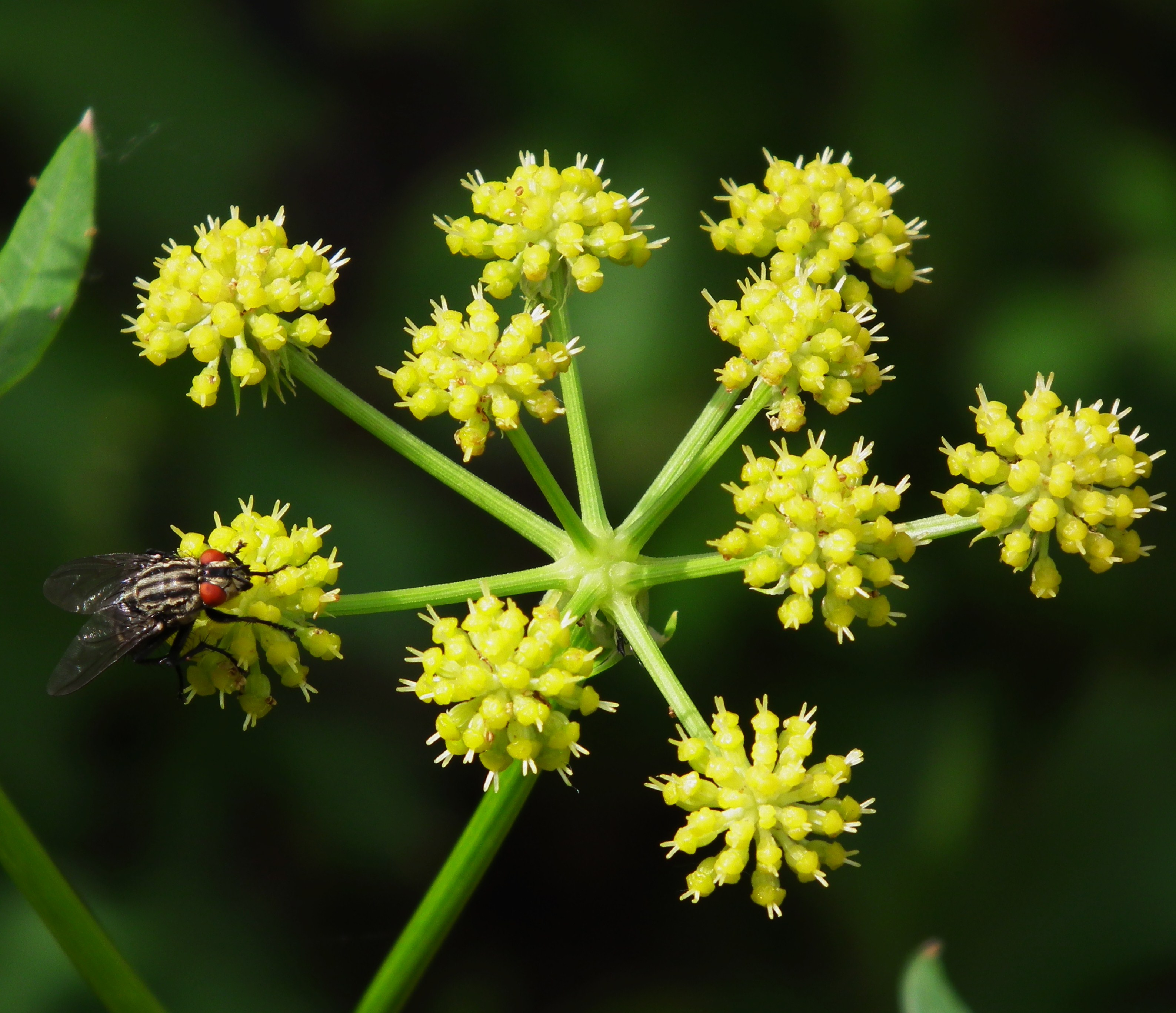
Inflorescencia

## Características
L. officinale es una planta herbácea, perenne, de entre 1 y 2,5 m de altura; forma una roseta basal de hojas de donde emerge un tallo floral, exteriormente acanalado. La raíz es pivotante y larga. Las flores forman una umbela densa de entre 12 y 20 floros, pequeños y de color amarillento, que alcanza los 30 cm de diámetro. La semilla es pequeña, de hasta 7 mm de largo, de color pardo y comestible.
El olor de esta planta recuerda ligeramente al apio (es más fuerte que éste) aunque suele tener reminiscencias del meliloto azul (Trigonella caerulea Ser.), debido a un aceite esencial compuesto básicamente de ftálido.

## Historia
A comienzos del siglo IX Carlomagno hizo escribir un edicto Capitulare de villis vel curtis imperii Caroli Magni en el que regula temas administrativos por los cuales debe regirse la agricultura en el imperio.  En el edicto hay un apartado que enumera el contenido de lo que debería tener un jardín imperial y en él aparece ya esta planta.

## Empleo
De esta planta se emplea casi todo, su principal uso es como especia. De esta forma la raíz, las hojas el tallo y los frutos, todos ellos tienen el mismo sabor fuerte; la raíz es empleada como diurético, las frutas de esta planta rara vez se encuentran en el mercado. 
Se emplea como condimento de platos, sobre todo en el sur de Europa, es muy posible que su aroma estuviera en algunos de los platos de la antigua Roma. Su aroma encaja muy bien en la elaboración de vinagre aromatizados y las hojas jóvenes se utilizan para dar sabor a sopas y platos de carne y también para marinar las carnes. En la cocina alemana se emplea frecuentemente para aliñar platos de patatas cocidas. En la cocina italiana se emplea en Liguria en la elaboración de salsas de tomate especiales que contienen orégano y ruda.
Una vez que las hojas están secas se pueden conservar en frascos herméticos y protegidos de la luz, sobre todo de la humedad (las hojas de esta planta son higroscópicas).

## Taxonomía
Levisticum officinale fue descrita por W.D.J.Koch y publicado en Novorum Actorum Academiae Caesareae Leopoldinae-Carolinae Naturae Curiosorum 12(1): 101, f. 41, en el año 1824.
Sinonimia
- Hipposelinum levisticum (L.) Britton & Rose
- Levisticum levesticum (L.) H. Karst.
- Ligusticum levisticum L.
- Selinum levisticum (L.) E.H.L. Krause[2]

## Nombre común
Castellano: angelica montana, angélica montana, apio de montaña, apio de monte, apio silvestre de monte, esmirnio, legustico, levistico, levístico, ligústico.